# Heather Greenwood
Heather Greenwood (1958) è un'ex nuotatrice statunitense.

## Carriera
È stata la prima donna a trionfare nella gara dei 400m stile libero ai neonati campionati mondiali nel 1973.

## Palmarès
- Mondiali

Belgrado 1973: oro nei 400m stile libero e argento nella 4x100m stile libero.
Cali 1975: argento nei 800m stile libero e nella 4x100m stile libero.